# Samsung Galaxy Grand

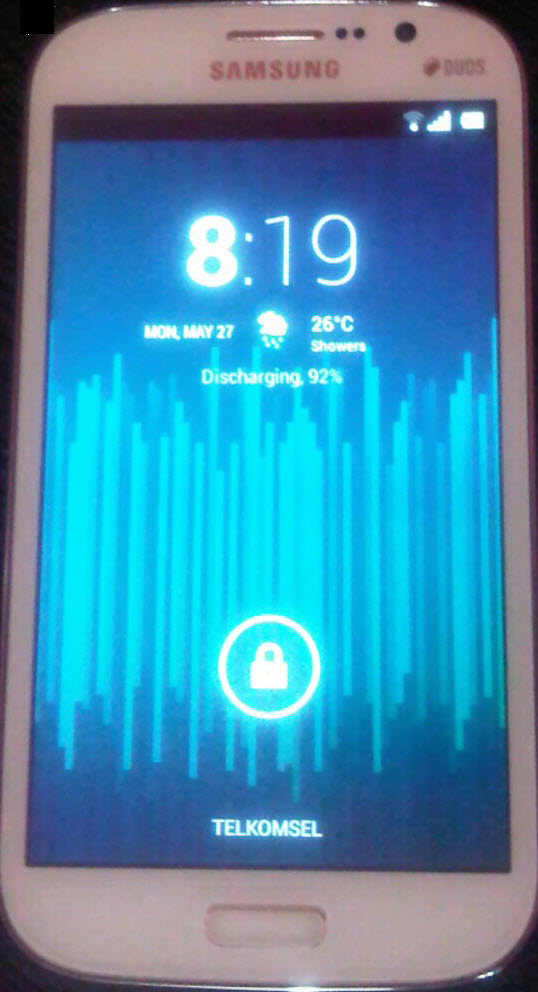
Um exemplar do Sansung Galaxy Grand

O Samsung Galaxy Grand é um smartphone desenvolvido pela Samsung Electronics, anunciou pela primeira vez, em 18 de dezembro de 2012. O telefone tem um processador dual core Cortex-A9 de 1.2 GHz de processador e uma memória RAM de 1 GB, com uma memória interna de 8 GB, que pode ser estendida para outra de 64 GB por uso de cartões microSD. O dispositivo também suporta conectividade com a internet através de 2G e 3G, além de acesso Wi-Fi gratuito. Sistemas de navegação, incluindo o A-GPS e GLONASS com o Google Maps. O telefone é executado no Android 4.1.2 (Jelly Bean) do sistema operacional, com uma opção de atualização para o 4.2.2.
O Galaxy Grand dispõe de um 8 MP câmera traseira, que é capaz de fotos em alta resolução e captura de vídeo. A câmara primária é capaz de Full HD gravação de vídeo de 1920×1080p a 30 quadros por segundo. A qualidade pode ser ajustado entre HD ready Full HD, dependendo da quantidade de espaço a ser utilizado para cada arquivo de vídeo. A câmera vem com um flash LED que é capaz de iluminar a sua assuntos muito adequadamente, mesmo em condições de pouca luz. O secundário câmera frontal é composto de um atualizado câmera de 2 MP. Autofocus, Geo-tagging, Toque em Foco e Detecção de Rosto são alguns dos recursos avançados suportados pelo telefone, bem como um estabilizador de imagem e detector de sorriso, e editor básico de imagens.
O Samsung Galaxy Grand é alimentado por uma 2100 mAh LiPo que é capaz de durar até 10 horas. A Predefinição:Convert/inch TFT WVGA, tela multi-touch é capaz de 16 milhões de cores.

## Recursos
- 5 polegadas, 800×480 px WVGA, 187 ppi densidade de pixels
- Dual SIM (GT-I9082)
- 1 GB DE MEMÓRIA RAM
- 8 GB de memória interna (3 GB de utilizador disponível)
- 8-megapixels da câmera principal, com 2 megapixels, câmera secundária
- 1080p @30 fps gravação de vídeo full HD. Geo-tagging, toque em foco, face e detecção de sorriso, estabilização de imagem
- Android 4.1.2 (Jelly Bean);[1] atualizável para o Android 4.2.2[2]
- Bluetooth, Wi-Fi, 3G, 4G (países selecionados)
- TouchWiz UI, Samsung Apps, a Loja do Jogo
- Acelerômetro, giroscópio, proximidade, bússola, GPS e GLONASS suporte
- Mensagens: SMS (roscados), MMS, de e-Mail
- Rádio FM estéreo com RDS (Global)
- DMB TV Móvel(Coreia do sul)
- O Google Play, Google Search, Maps, Gmail, YouTube, Calendar, Google Talk, Picasa
- Voice Memo/Dial/Comandos

Em agosto de 2013, a Samsung anunciou que o Galaxy Grand recebeu o Android 4.2.2 a actualização do SO. Esta atualização foi lançada primeiro na Rússia, enquanto os titulares na Índia receberam a atualização no início de setembro. Esta atualização também trouxe uma versão atualizada do Touchwiz. Em 20 de fevereiro de 2014, a Samsung Polónia anunciou que o Galaxy Grand é entre 14 dispositivos da Samsung que vão receber o Android 4.4 KitKat atualização.

## Variante
| Model     | Country       | Carrier       | Network                                  | SoC                             | CPU                            | GPU                      | VPU                  | other                                 |
| --------- | ------------- | ------------- | ---------------------------------------- | ------------------------------- | ------------------------------ | ------------------------ | -------------------- | ------------------------------------- |
| -         | international | WCDMA + GSM   | Broadcom BCM 28155                       | ARM Cortex-A9 MP2 1.2 GHz       | -                              | VideoCore-Ⅳ 250 MHz      | FM-Radio, Single sim |                                       |
| SHV-E270S | South Korea   | SK Telecom    | LTE + WCDMA + GSM                        | Samsung Exynos 4412             | ARM Cortex-A9 MP4 1.4 GHz      | ARM Mali-400 MP4 440 MHz | -                    | T-DMB                                 |
| SHV-E270K | South Korea   | KT            | LTE + WCDMA + GSM                        | Samsung Exynos 4412             | ARM Cortex-A9 MP4 1.4 GHz      | ARM Mali-400 MP4 440 MHz | -                    | T-DMB                                 |
| SHV-E270L | South Korea   | LG U+         | LTE + WCDMA + GSM + CDMA2000 EV-DO Rev.A | Samsung Exynos 4412             | ARM Cortex-A9 MP4 1.4 GHz      | ARM Mali-400 MP4 440 MHz | -                    | T-DMB                                 |
| -         | international | WCDMA + GSM   | Broadcom BCM 28155                       | ARM Cortex-A9 MP2 1.2 GHz       | -                              | VideoCore-Ⅳ 250 MHz      | FM-Radio, Dual sim   |                                       |
| GT-I9118  | China         | Open Variant  | TD-SCDMA + GSM                           | Qualcomm Snapdragon 400 MSM8230 | Qualcomm Krait 200 MP2 1.2 GHz | Adreno 305               | -                    | FM-Radio, No Google Sevirce           |
| GT-I9128  | China         | China Mobile  | TD-SCDMA + GSM                           | Qualcomm Snapdragon 400 MSM8230 | Qualcomm Krait 200 MP2 1.2 GHz | Adreno 305               | -                    | FM-Radio, No Google Sevirce           |
| GT-I9128V | China         | China Mobile  | WCDMA + TD-SCDMA + GSM                   | Qualcomm Snapdragon 400 MSM8230 | Qualcomm Krait 200 MP2 1.2 GHz | Adreno 305               | -                    | FM-Radio, No Google Sevirce           |
| SCH-I879  | China         | China Telecom | CDMA2000 EV-DO Rev.A + GSM               | Qualcomm Snapdragon 400 MSM8630 | Qualcomm Krait 200 MP2 1.2 GHz | Adreno 305               | -                    | FM-Radio, No Google Sevirce, Dual sim |
| GT-I9082  | China         | China Unicom  | WCDMA + GSM                              | Broadcom BCM 28155              | ARM Cortex-A9 MP2 1.2 GHz      | -                        | VideoCore-Ⅳ 250 MHz  | FM-Radio, No Google Sevirce, Dual sim |

## Edições especiais
Na Coreia do Sul, a Samsung lançou uma variante do produto, com uma CPU quad-core com um preço muito mais. Na Índia, a Samsung também lançou o Samsung Galaxy Grand com uma tampa, 50 GB do Dropbox, Armazenamento, livre Meus Serviços e um processador Dual-slot para SIM.

## Recepção
O Economic Times analisou o Galaxy Grand e disse em seu veredicto: "Ótimo para multimídia e vem com a promessa de confiança serviço pós-venda; mas caso contrário, não vale o dobro do custo de orçamento de phablets com especificações similares."